# 罗曼·霍拉克 (1991年)
罗曼·霍拉克（捷克語：Roman Horák，1991年5月21日—），捷克男子冰球运动员，场上位置是中锋。他曾代表捷克国家队参加2018年冬季奥林匹克运动会冰球比赛，获得第4名。

## 家庭
父亲老罗曼·霍拉克。